# Giuliano Palma & the Bluebeaters
Giuliano Palma & the Bluebeaters sono un gruppo musicale italiano attivo dal 1994 al 2012 fino all'abbandono del cantante (e precedente frontman) Giuliano Palma. Successivamente nel 2013, i Bluebeaters si sono riformati riunendo alcuni dei membri del precedente gruppo e Patrick "Pat Cosmo" Benifei, divenne il nuovo frontman e cantante della formazione.
La principale caratteristica di entrambi i gruppi è quella di essere composti da musicisti provenienti da altre realtà della scena musicale italiana ed allo stesso tempo di essere una cover band che reinterpreta in chiave ska e rocksteady famosi brani reggae, rock e pop italiani e internazionali. Tra i numerosi brani si ricordano infatti Messico e nuvole di Paolo Conte, portata al successo da Enzo Jannacci, Jealous Guy di John Lennon, Che cosa c'è di Gino Paoli, Over My Shoulder di Mike + The Mechanics, Tutta mia la città degli Equipe 84, Testarda io di Cristiano Malgioglio portata al successo da Iva Zanicchi, State of the Nation degli Industry, Pensiero d'amore di Mal dei Primitives e nel 2009, Per una lira di Lucio Battisti.

## Storia

### La nascita eThe Album
Il gruppo nasce nell'estate del 1993 dall'incontro tra Giuliano Palma (all'epoca cantante dei Casino Royale) e i Fratelli di Soledad, e dall'idea di formare una one night band che si esibisce poi all'Hiroshima Mon Amour di Torino il 18 marzo 1994, insieme ad altri musicisti tra cui Paolo Parpaglione, Cato Senatore, Mr. T-bone e Bunna degli Africa Unite e CountFerdi di Casino Royale. Nascono così i Bluebeaters, una cover band di pezzi ska, rocksteady giamaicani e soul americani che prende il nome da Bluebeat, ovvero il primo ska prodotto dall'omonima etichetta discografica Blue Beat Records.
Giuliano Palma & the Bluebeaters comunque rimane un side-project per via dei numerosi impegni dei componenti con i rispettivi gruppi di provenienza, e salvo qualche tour estivo, il progetto ska di Giuliano Palma non decolla.
La vera svolta arriva a cavallo tra il 1998 e il 1999 quando, a seguito di un tour estivo di 20 date, il gruppo riscuote un notevole successo di pubblico che porta alla creazione di The Album, il primo album della band, che raccoglie le cover classiche del loro repertorio registrate in presa diretta con strumenti tipici degli anni sessanta.
I primi due singoli Believe (cover di Cher) e Wonderful Life (cover di Black, di cui viene realizzato anche un videoclip) trainano le vendite. Il gruppo collabora con Gino Paoli e ristampa l'album (etichetta V2 Records) con l'aggiunta dei brani Domani e Che cosa c'è .

### L'affermazione

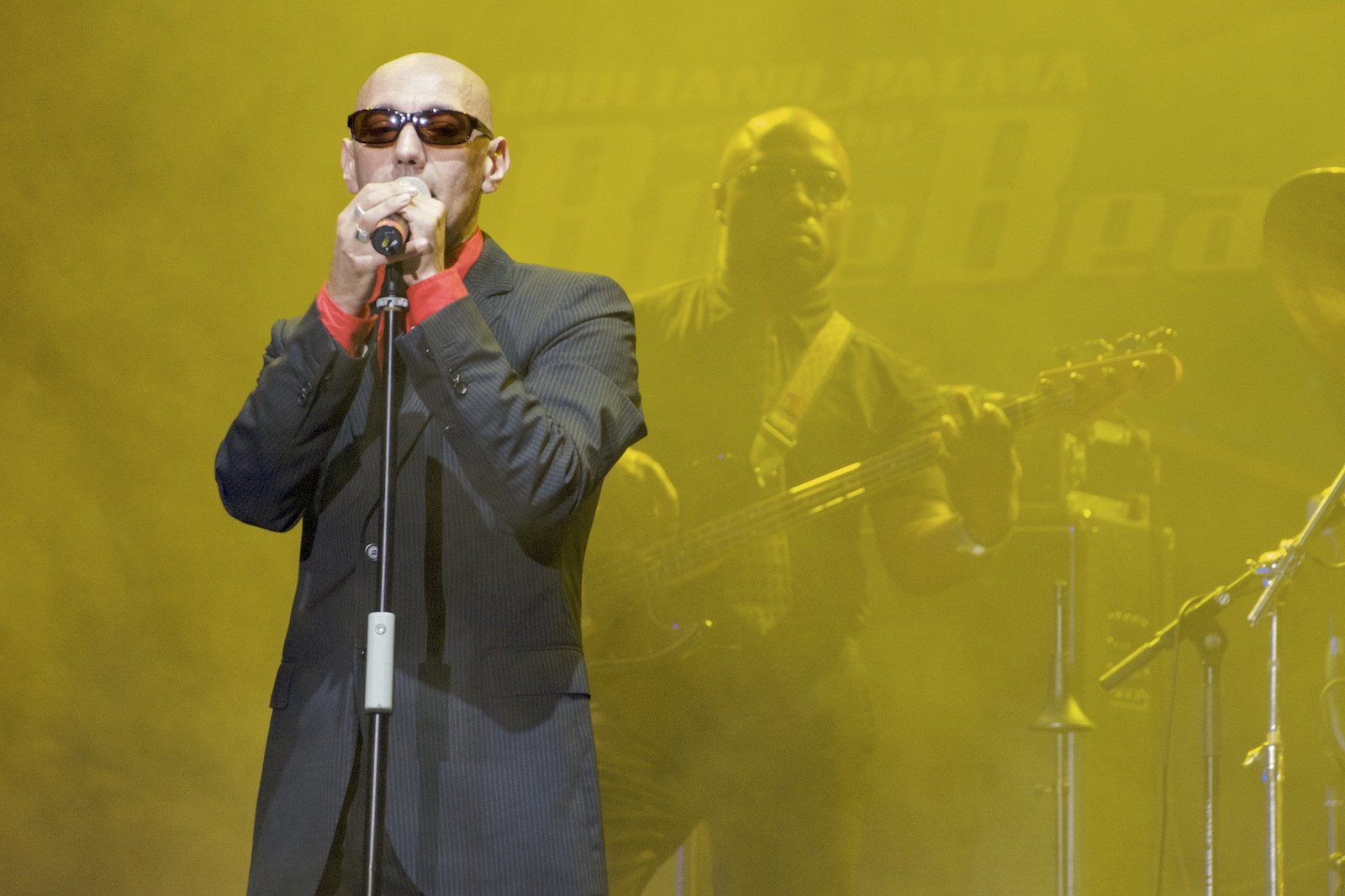
Giuliano Palma durante un concerto con i Bluebeaters

Forte del discreto successo ottenuto col primo disco, nel 2001 la band decide di produrre un album suonato dal vivo, contenente i maggiori successi di The Album suonati dal vivo, e registrati analogicamente per non perdere il suono caratteristico dei Bluebeaters nelle loro esibizioni sul palco.
Dopo tre anni passati tra tournée e sala prove, Giuliano Palma & the Bluebeaters ritornano con due nuovi musicisti: il tastierista Peter Truffa dei New York Ska Jazz Ensemble e Fabio Merigo, chitarrista dei Reggae National Tickets, e tra il 2004 e il 2005 riescono a produrre i pezzi che saranno poi contenuti in Long Playing, terzo disco della band.
Il successo arriva immediatamente grazie anche al lancio del primo singolo Messico e nuvole, di cui viene realizzato anche un videoclip che resta per molte settimane in programmazione nelle principali reti televisive musicali.
Dall'album vengono estratti i singoli inediti Black Is Black e Come le viole, cover di un successo di Peppino Gagliardi, dei quali vengono realizzati dei videoclip. Il successo mediatico e il numero sempre crescente di concerti fanno aumentare sempre di più la visibilità sul mercato musicale della band, che a fine 2006 riesce a vendere più 38 000 copie del disco.
Nel 2006 il bassista Bunna decide di lasciare la band per dedicarsi al nuovo album degli Africa Unite di cui è fondatore, e al suo posto viene preso il giamaicano Sheldon Gregg, che ha già lavorato in passato con Mr. T-bone, e al termine della tournée iniziano i lavori per il quarto album.

### DaBoogalooaCombo
Boogaloo è il quarto lavoro dei Bluebeaters che esce nel 2007, in contemporanea con il lancio del singolo, e relativo videoclip, Tutta mia la città, cover del brano omonimo cantato dall'Equipe 84.
Il titolo del disco si ispira chiaramente al genere musicale Boogaloo in voga a metà degli anni sessanta negli Stati Uniti, che altro non era che una fusione tra rhythm and blues, soul e alcuni generi musicali caraibici come il mambo. Durante la fase di commercializzazione Giuliano Palma afferma:
Il disco viene lanciato sempre sotto l'etichetta discografica V2 Records e contiene 20 canzoni, di cui 19 cover di Mike + The Mechanics, Beatles, Peter Frampton, e un inedito Marvin Boogaloo, scritto dal cantante e dal chitarrista Fabio Merigo, dedicato al Bull Terrier di Palma, mascotte della band, scomparso in quel periodo.
Dopo il primo vengono pubblicati altri tre singoli e i correlati videoclip.
Pur non riuscendo a raggiungere i livelli del precedente in termini di copie vendute, i Bluebeaters con Boogaloo accrescono sempre di più il loro consenso tra il pubblico facendo registrare numerosi sold-out nel Boogaloo Tour che si protrae fino al 2008. Sempre nel 2008 Mr. T-bone lascia il gruppo per dedicarsi a progetti solisti lasciando il posto di trombonista a Enrico Allavena.
Dopo qualche mese in studio di registrazione, il 6 novembre 2009 esce Combo, il quinto album musicale dei Giuliano Palma & the Bluebeaters, accompagnato dal singolo Per una lira, cover di Lucio Battisti. Il disco - a differenza dei precedenti - contiene 4 canzoni inedite: Dentro tutti i miei sogni, Quanti ricordi, Un grande sole scritto insieme a Samuel Romano dei Subsonica e Semplice scritto da Emiliano Pepe e La Pina.
Dopo il secondo singolo estratto dall'album Combo, Un grande sole, a giugno 2010 è uscita una nuova edizione dell'album, Combo (Repack), con quattro nuovi brani, uno dei quali cantato in duetto assieme a Melanie Fiona e intitolato Nuvole rosa.

### Separazione e riunione come The Bluebeaters
Da Capodanno 2012 Giuliano Palma decide di staccarsi dal gruppo e dare inizio alla sua carriera solista.
Dopo 9 mesi di preparazione e di attesa, il 23 settembre 2013 a Torino, in occasione del concerto benefico Gli Amici di Piero, si riformano The Bluebeaters in una formazione che include il ritorno di alcuni membri originali come Patrick Benifei alla voce, Mr Tbone al trombone e Zorro Silvestri alla chitarra oltre a tre ospiti speciali: Bunna e Lady Soul Maya (che accompagneranno il gruppo per tutta la primavera) e Manupuma, ospite d'eccezione. Gli altri musicisti sono CountFerdi alla batteria, Cato Senatore alla chitarra, Paolo "The Angelo" Parpaglione al sassofono. Da dicembre parte il ReTOURn, un tour di 10 date che sancisce il ritorno sulle scene della band col ritorno da New York di Sheldon Gregg al basso e Peter Truffa al pianoforte.
Il 18 marzo 2014 si sono festeggiati 20 anni di attività della band. The Bluebeaters celebrano la ricorrenza con il CeleBBration Tour che li vede suonare dal vivo in tutta Italia durante tutto l'anno.
L'11 aprile esce Toxic, primo singolo per la rinnovata formazione e l'inizio di una nuova vita che sfocia a fine anno in un nuovo album. A giugno esce il video di Toxic.
Nel 2015 esce per la label milanese, RECORD KICKS, l’album EVERYBODY KNOWS. Il suono torna alle radici della musica giamaicana che i The Bluebeaters ormai maneggiano con originalità e stile da 26 anni. I brani sono ancora riarrangiamenti di brani in lingua inglese, con unica eccezione per “La mia geisha” di Luigi Tenco. Il palcoscenico è tenuto saldamente dall’incredibile voce di Pat Cosmo Benifei che per la prima volta è front-man del gruppo. Sono cinque i singoli usciti, anche su vinile, con “Roll with It” e “Everybody Knows” accompagnati anche da un video. I progetti e le collaborazioni della band si moltiplicano: lavorano con Max Casacci (Subsonica), Bianco, Boom Da Bash, Lo Stato Sociale e Diego Mancino & Zibba.  Nel 2017 dopo più di 100 concerti nell'ultimo anno e mezzo e dopo diversi concerti all’estero ed un tour in Messico, la band ritorna in studio per la nuova etichetta GARRINCHA DISCHI per il nuovo album che per la prima volta conterrà solo brani originali nati da nuove collaborazioni con giovani artisti e autori vicini alla band. Dopo il primo singolo nello stesso anno, Garrincha Dischi (Lo Stato Sociale, Ex Otago, Punkreas ed altri) pubblica il primo singolo che segna l’inizio di questo nuovo percorso: Tempo. A febbraio 2018 The Bluebeaters viene scelta come band residentalla trasmissione televisiva “Dopo Festival” dal Teatro del Casinò di Sanremo. Proprio durante il festival di Sanremo escono due nuovi singoli: “Valentina” e “Un inverno stupendo”, prove del nuovo processo di scrittura che diventerà ancora più evidente nel 2019 con l’uscita di Ancora Un Giorno feat. Willie Peyote (colonna sonora dell’omonimo film di Raúl de la Fuente e Damian Nenow), “A Metà” feat. Cimini e “Mamma Perdonami” feat. COEZ, corredato dal video di Marco Santi, singoli che scaldano il motore in vista dell’uscita del nuovo album SHOCK! Il 9 Ottobre 2020, in piena pandemia.
Dal 2021 ricomincia l'attività live del gruppo, includendo sempre di più l'estero con tappe in UK, Svizzera, Francia, Spagna e Messico.
Per traghettare il gruppo verso un nuovo disco uscirà nell'estate del 2023 - decennale della seconda parte della vita artistica di The Bluebeaters - TRINITY, outtake per metà dimenticata delle sessions di EVERYBODY KNOWS. Nelle intenzioni della band in Ottobre verrà fatta uscire la release di NON SENTO PIU', brano rimasto fuori da SHOCK e ultimo mix di Matteo Romagnoli, produttore, autore, regista, manager e creatore di GARRINCHA, prematuramente scomparso nel Giugno di quest'anno.

## Formazione

### Formazione 1994-2012
Ex Casino Royale 

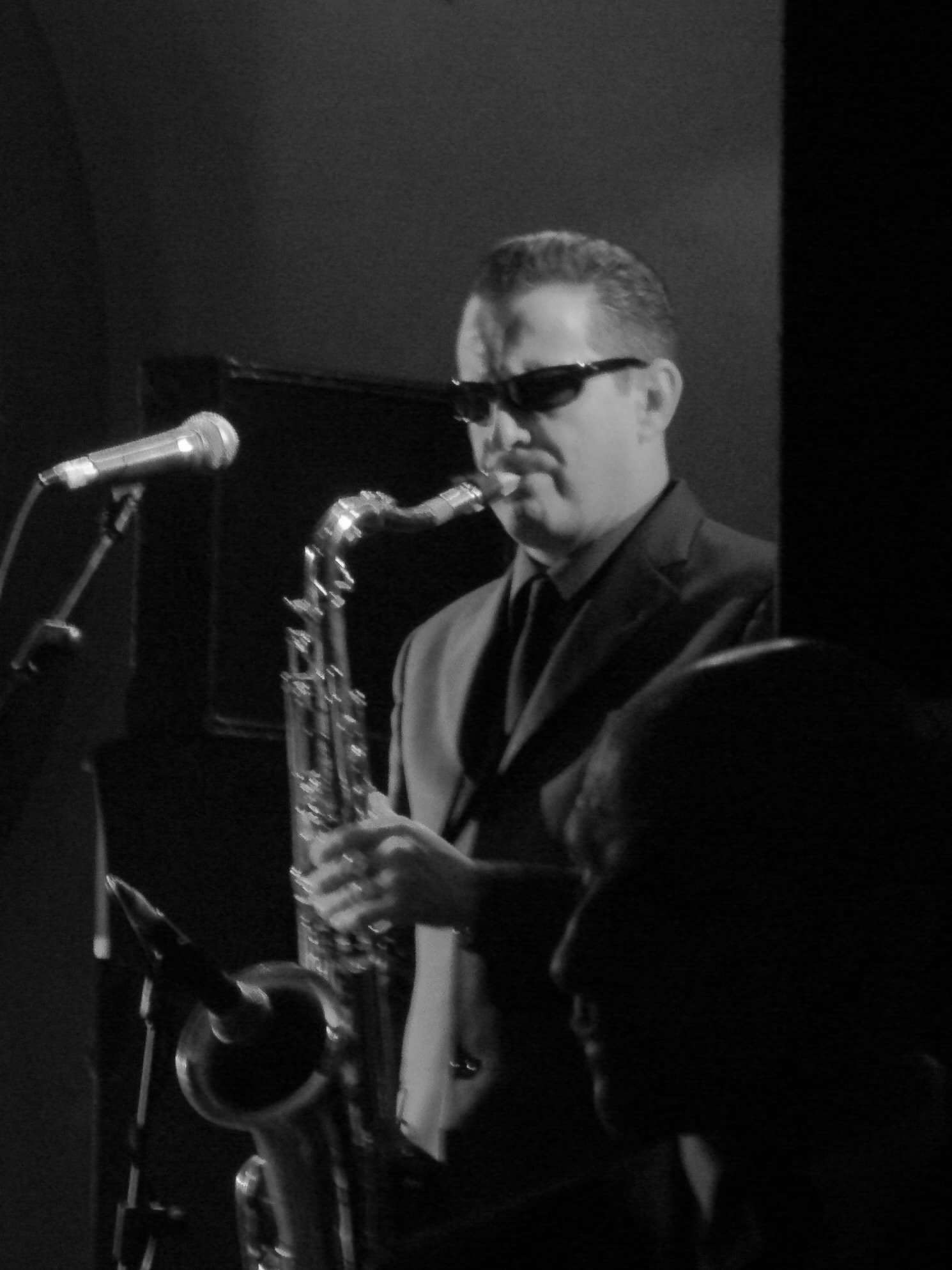
The Angelo Parpaglione

- Giuliano "The King" Palma - voce solista
- Ferdinando "CountFerdi" Masi - batteria
- Patrick "Pat Cosmo" Benifei - voce solista, pianoforte

 Ex Africa Unite 
- Gianluca "Cato" Senatore - chitarra ritmica, cori
- Paolo "The Angelo" Parpaglione - sax, cori

 Ex Reggae National Tickets 
- Fabio "Sir" Merigo - chitarra solista, cori

 Altri 
- Enrico "Henry" Allavena - trombonista, cori
- Peter Truffa - tastiera, cori
- Sheldon Gregg-  bassista

 Ex membri 
- Bunna - basso, cori
- Giorgio "Zorro" Silvestri - chitarra, cori
- Gigi "Mr. T-Bone" De Gaspari - trombone, cori

### Formazione 2013-presente

#### Formazione attuale
- Patrick "Pat Cosmo" Benifei - voce solista, pianoforte
- Gianluca "Cato" Senatore - chitarra ritmica, cori
- Paolo "The Angelo" Parpaglione - sax, cori
- Ferdinando "CountFerdi" Masi - batteria
- Tonino Chiodo - basso
- Danilo "Gonzalo" Scuccimarra - tastiere, cori
- Enrico "Henry" Allavena - trombone

#### Ex componenti
- Marco "Pak Ko" Catania -  basso
- Davide "Enphy" Cuccu - pianoforte, organo Hammond e cori
- Gigi "Mr. T-Bone" De Gaspari - trombone, voce

## Discografia

### Discografia come Giuliano Palma & The Bluebeaters

#### Album in studio
- 1999 - The Album (KingSizeRecords)
- 2005 - Long Playing (V2 Records/Universal)
- 2007 - Boogaloo (V2 Records/Universal)
- 2009 - Combo (Universal)

#### Album dal vivo
- 2001 - The Wonderful Live (KingSizeRecords/V2 Records)

#### Singoli
- Believe
- Wonderful life
- Che cosa c'è (feat. Gino Paoli)
- Messico e nuvole
- Black Is Black
- Come le viole
- Tutta mia la città
- Testarda io (La mia solitudine)
- Se ne dicon di parole
- Pensiero d'amore
- Per una lira
- Un grande sole
- Nuvole rosa (feat. Melanie Fiona)
- Il cuore è uno zingaro

### Discografia come The Bluebeaters
- 2015 – Everybody Knows (LP/CD/Record Kicks)
- 2020 – Shock (LP/CD/Garrincha Dischi/Sony Music)
- 2022 – Live at Freedom Sounds, Koln 2017 (K7/Dirt Tapes)

#### Singoli & collaborazioni
- 2014 – Toxic (Warner)
- 2014 – Toxic (One Drop Version) / Catch That Teardrop (45/Record Kicks)
- 2015 – Roll With It (45/Record Kicks)
- 2015 – Hungry Heart/The Model (45/Record Kicks)
- 2015 – Il Sole Ancora (BOOMDABASH feat. The Bluebeaters)
- 2016 – O'Sarracino (Neffa Feat. The Bluebeaters)
- 2017 – Sono Qui (Patrick Benifei & The Bluebeaters) (Undamento)
- 2018 – Si, Ah! (Frah Quintale Feat The Bluebeaters) (Red Bull Studio)
- 2018 – Tropicale (Francesca Michielin Feat. The Bluebeaters (Red Bull Studio)
- 2018 – Una Vita In Vacanza (Lo Stato Sociale Feat. The Bluebeaters) (Red Bull Studio)
- 2018 – Infinity Show (Nitro Feat. The Bluebeaters) (Red Bull Studio)
- 2019 – Tempo (Garrincha Dischi)
- 2019 – Ancora un Giorno (Feat. Willie Peyote) (Garrincha Dischi)
- 2019 – A Metà (Feat. Cimini) (Garincha Dischi)
- 2019 – Bisonte (ICamillas Feat. The Bluebeaters) (Garrincha Dischi)
- 2020 – Mamma Perdonami (Feat. Coez) (Garrincha Dischi)
- 2020 – La Relatività (Garrincha Dischi)
- 2020 – Se Le Foglie Cadono (Garrincha Dischi)
- 2020 – Cuccuruccucù Paloma (The Bluebeaters's feat. Garrincha Star all Stars, Garrincha Dischi)
- 2021 – Il Caffè e Le Rose (Garrincha Dischi)
- 2021 – When Love Takes Over (The Bluebeaters/Record Kicks)
- 2023 – Trinity (CariBB Roots/Universal)
- 2023 – Non Sento Più (Singolo - CariBB Roots/Garrincha Dischi)
- 2024 - Mantra (Caribb Roots, distributed by Universal Music Italia Srl)

## Videografia

### Video musicali come Giuliano Palma & the Bluebeaters
| Anno | Titolo                            | Regista/i             |
| ---- | --------------------------------- | --------------------- |
| 1999 | Wonderful Life                    | Ago Panini            |
| 2000 | Che cosa c'è (feat. Gino Paoli)   | Ago Panini            |
| 2005 | Messico e nuvole                  | Ago Panini, Kroitnijz |
| 2005 | Black Is Black                    | Ago Panini, Kroitnijz |
| 2006 | Come le viole                     | Ago Panini, Kroitnijz |
| 2007 | Tutta mia la città                | Ago Panini, Kroitnijz |
| 2008 | Testarda io (La mia solitudine)   | Ago Panini, Kroitnijz |
| 2008 | Se ne dicon di parole             | Ago Panini, Kroitnijz |
| 2008 | Pensiero d'amore                  | Ago Panini, Kroitnijz |
| 2009 | Per una lira                      | Cosimo Alemà          |
| 2009 | Un grande Sole (feat. Samuel)     | Cosimo Alemà          |
| 2009 | Il cuore è uno zingaro            | Cosimo Alemà          |
| 2010 | Nuvole rosa (feat. Melanie Fiona) | Cosimo Alemà          |

### Video musicali come The Bluebeaters
| Anno | Titolo                                 | Regista/i                     |
| ---- | -------------------------------------- | ----------------------------- |
| 2014 | Toxic                                  | Ago Panini, Kroitnijz         |
| 2015 | Roll with It                           | Patrizio Gioffredi            |
| 2015 | Everybody Knows This Is Nowhere        | Alex Caroppi, Luca Bragagnolo |
| 2016 | Sorrow                                 | Davide Marcone                |
| 2017 | Tempo                                  | Davide Spina                  |
| 2018 | Un Natale stupendo                     | Davide Spina                  |
| 2019 | Ancora un giorno (feat. Willie Peyote) | Davide Spina                  |
| 2020 | Mamma perdonami (feat. Coez)           | Marco Santi                   |
| 2020 | Cuccurucucù                            |                               |

#### Partecipazioni in videoclip di altri artisti
| Anno | Titolo                          | Artista                                | Regista/i        |
| ---- | ------------------------------- | -------------------------------------- | ---------------- |
| 2015 | Il Sole ancora                  | Boomdabash feat. The Bluebeaters       | Luca Tartaglia   |
| 2017 | Forse più tardi un mango adesso | Lo Stato Sociale feat. The Bluebeaters | Paolo Santamaria |